# Patriarchaalkruis (Vaticaan)
Het Vaticaans patriarchaalkruis, ook wel groot Vaticaans reliekenkruis (Italiaans: stauroteca maggiore Vaticana), voorheen Byzantijns patriarchaal- of dubbelkruis van de Onze-Lieve-Vrouwekerk (Latijn: crux traiecta; Italiaans: croce di Maastricht of croce d'Olanda), is een reliekhouder van goud in de vorm van een patriarchaal kruis, die relikwieën van het Heilig Kruis bevat. De vijf fragmenten van het vermeende kruis van Jezus hebben, achter elkaar gelegd, een lengte van 70 cm. De Byzantijnse staurotheek of kruisreliekhouder is kort voor het jaar 1000 ontstaan in Constantinopel. Het werd ruim zes eeuwen bewaard in de schatkamer van de Onze-Lieve-Vrouwekerk in Maastricht en bevindt zich sinds 1838 in de schatkamer van de Sint-Pietersbasiliek in Vaticaanstad (Rome).

## Geschiedenis

### Het patriarchaalkruis  in Constantinopel

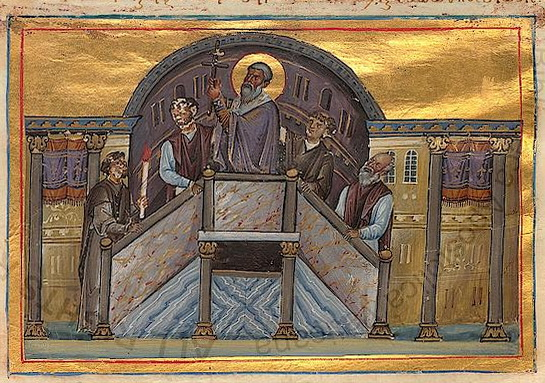
Toning van een dubbelkruis tijdens het feest van de Kruisverheffing, ca. 1000

De ontstaansgeschiedenis van het gouden reliekenkruis is grotendeels onbekend. De voornaamste bron van informatie is de tekst op het kruis zelf (Zie ook Beschrijving). Deze maakt melding van ene keizer Romanos, die de reliekhouder zou hebben verfraaid met kostbare edelstenen. Er zijn vier Byzantijnse keizers met de naam Romanos, maar gezien de globale datering van het kruis op stijlkenmerken omstreeks het jaar 1000, komen slechts twee daarvan in aanmerking: Romanos II (938-963) en Romanos III Argyros (ca. 965-1034). Van de beroemde staurotheek van Limburg, eeuwenlang bewaard in het vrouwenstift Stuben aan de Moezel, is bekend dat deze tot stand kwam tijdens de korte regeringsperiode van Romanos II, van 959 tot 963. In een recent verschenen studie over het Vaticaanse reliekenkruis, wordt ook dit in dezelfde periode gesitueerd.
De kostbare materialen die voor het reliekenkruis gebruikt zijn, alsmede de vermelding van de keizerlijke betrokkenheid bij de verfraaiing ervan, doen vermoeden dat het kruis zich bevond in de schatkamer van het keizerlijk paleis in Constantinopel. Uit de regeringsperiode van keizer Constantijn VII Porphyrogennetos (905-959), de voorganger van Romanos II, is een ceremonieboek overgeleverd, waarin vermeld wordt dat in de keizerlijke schatkamer drie kruisrelieken werden bewaard. Mogelijk maakten zowel de Limburger staurotheek als het Vaticaans patriarchaalkruis daarvan deel uit, wellicht in een andere verschijningsvorm. De drie keizerlijke staurotheken werden vooral tijdens de vastentijd en op de kruisdagen vereerd. Bij de verering van de relikwieën in de vastentijd (rond de derde en vierde zondag, Oculi en Laetare genoemd) werden deze gebalsemd en maakten vervolgens een rondreis langs enkele kerken in Constantinopel. Bestudering van het Vaticaanse kruis heeft uitgewezen dat de kruisrelieken met een laagje balsem zijn bedekt (wat al in de zestiende eeuw was opgemerkt).
In het omstreeks 1000 tot stand gekomen Menologium van Basileios II in de Vaticaanse Bibliotheek staat bij de datum 14 september, het feest van de Kruisverheffing, een miniatuur afgebeeld met een reliekentoning. Daarop is een heilige met een aureool te zien (mogelijk de heilige Athanasius), die staande op een ambo een patriarchaalkruis toont aan het volk. Dit kruis, vermoedelijk een reliekhouder, doet sterk denken aan het Vaticaanse kruis.

### Het patriarchaalkruis in Maastricht

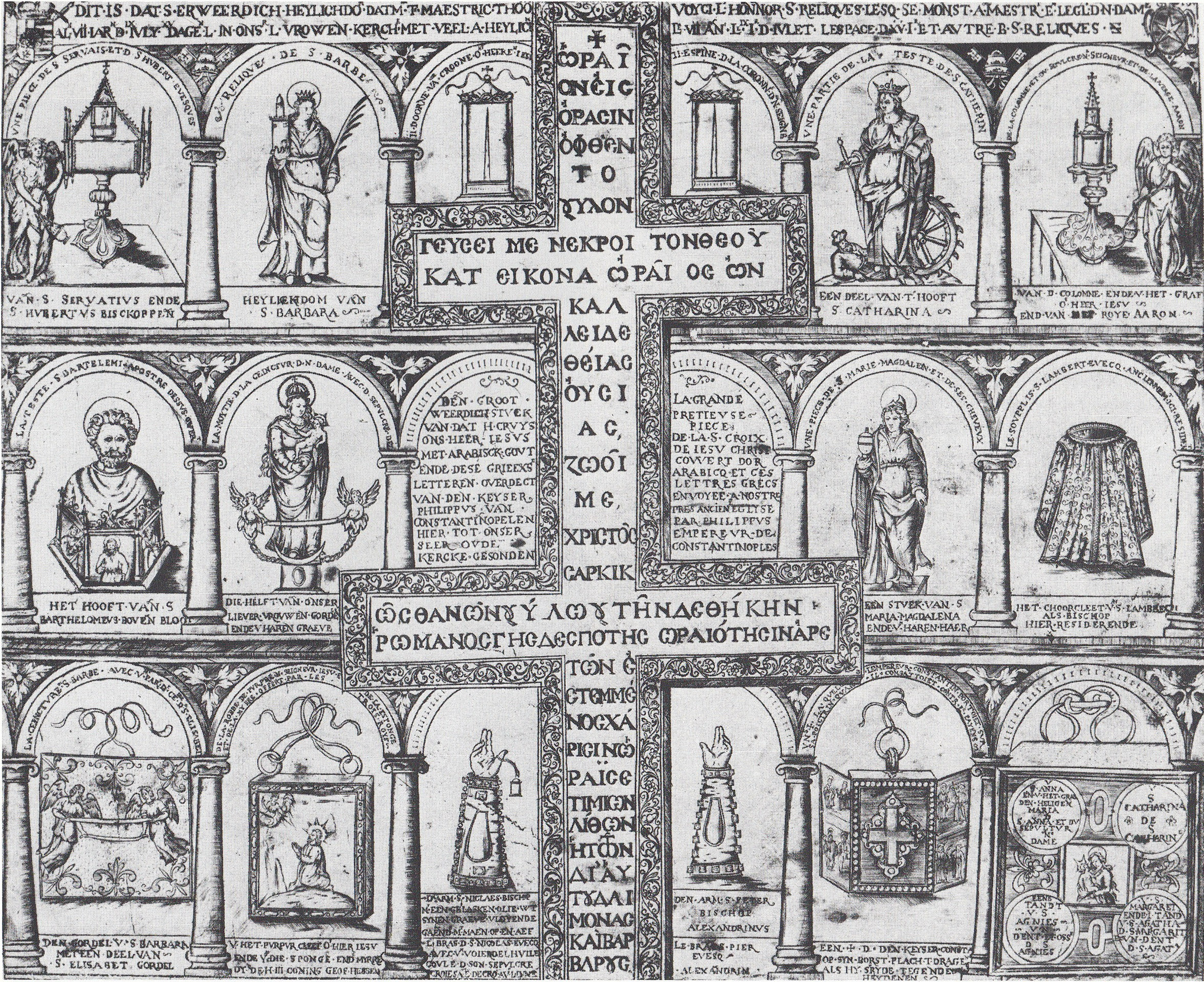
Het patriarchaalkruis op een 17e-eeuws reliekentoningsformulier. In de tekst aan weerszijden van het kruis wordt de schenking door keizer Philippus gememoreerd

#### Een keizerlijke schenking?
Lang is aangenomen dat het reliekenkruis in 1204 door een keizerlijke schenking in bezit van de Onze-Lieve-Vrouwekerk kwam. Volgens een verloren gegane schenkingsakte, waarvan een door een notaris ondertekend afschrift uit 1624 bewaard bleef, zou ene keizer Philippus uit Constantinopel het kruis aan de Maastrichtse kerk hebben geschonken. Aangezien er omstreeks 1200 geen Byzantijns keizer met die naam was, werd aangenomen dat met deze Philippus de Rooms-Duitse koning Filips van Zwaben werd bedoeld, die echter nooit tot keizer was gekroond. Wel was Filips getrouwd met een Byzantijnse prinses, Irena Angela. Door de meeste auteurs wordt de dertiende-eeuwse schenkingsoorkonde tegenwoordig als een vervalsing gezien. Kunsthistorica Mieke de Kreek, gespecialiseerd in de kerkschat van de Onze-Lieve-Vrouwe, meent dat het een vervalsing van omstreeks 1510 betreft, toen de concurrentiestrijd tussen de twee Maastrichtse kapittels op een hoogtepunt was. Mogelijk had kanunnik Coelmont (zie hieronder) er de hand in, in een poging om het belangrijkste stuk uit de kerkschat verder 'op te waarderen'.

#### Roofkunst uit Constantinopel?
|                                                                                    |  |  |
| Paneelschildering (ca. 1700) en tekening (?) in de schatkamer van Onze-Lieve-Vrouw |  |  |

Tegenwoordig gaan de meeste auteurs ervan uit dat het Byzantijns reliekenkruis omstreeks 1204 tijdens de Vierde Kruistocht is buitgemaakt of op een andere manier in deze verwarrende periode is verkregen. In april van dat jaar werd de christelijke stad Constantinopel door de kruisvaarders ingenomen en drie dagen lang geplunderd. Daarbij werden vele gouden en zilveren reliekhouders en andere kostbaarheden als oorlogsbuit geroofd. Een bevestiging van deze veronderstelling is een aantekening van de Luikse kroniekschrijver Reinerus Monachus (ook wel Reinier van Sint-Jacob), die verbonden was aan de Sint-Jacobsabdij in die stad. Deze vermeldde in zijn kroniek bij het jaar 1206 dat een Maastrichts geestelijke (clericus Traiectensis) toen na een verblijf van zeven jaar terugkeerde uit Constantinopel met onder andere een grote kruisreliek (portionemque magnam vivifice Crucis). Deze en andere kostbare relieken zou hij vervolgens aan de Maastrichtse Mariakerk hebben geschonken. Dit wordt weer bevestigd door een aantekening in een veertiende-eeuws calendarium van de Onze-Lieve-Vrouwekerk. Bij het feest van de Overbrenging van het Heilig Kruis staat de vermelding dat "het Heilig Kruis met andere relieken door de parochiaan Wilhelmus werd overgebracht". Bij die "andere relieken" bevond zich waarschijnlijk het zogenaamde borstkruis van Constantijn (of 'kruisje van Constantijn'), een kleinere kruisreliekhouder uit circa 1100, en het elfde-eeuwse Maria-enkolpion (reliekenhangertje), dat zich nog steeds in de Maastrichtse kerk bevindt. Mogelijk behoorde ook de gordel van Maria tot de aanwinsten na de Vierde Kruistocht.
De oudste vermelding van het Byzantijns reliekenkruis in Maastricht dateert van 1286, toen de inkomsten en verplichtingen van de schatbewaarder (custos) van de Onze-Lieve-Vrouwekerk in een document werden vastgelegd. De drie Byzantijnse reliekhouders werden gezamenlijk bewaard in een aparte kast in de schatkamer, die zich in de Sint-Barbaratoren, de zuidelijke koortoren, bevond. Mogelijk is de hiernaast afgebeelde paneelschildering onderdeel geweest van deze kast. Het kruis werd alleen bij bijzondere gelegenheden tevoorschijn gehaald, zoals in 1538 bij de 'Blijde Inkomste' van Cornelis van Bergen, de nieuwe prins-bisschop van Luik. Een zeer oud ritueel, opgetekend in een veertiende-eeuws liber ordinarius, was de wijding van het 'reliekenwater' in de week voor Pasen. De kruisrelieken, vrijwel zeker die uit het patriarchaalkruis, werden dan ondergedompeld in water. Op Goede Vrijdag werd dit water aan de gelovigen te drinken aangeboden. Later werd voor de wijding het 'kruisje van Constantijn' gebruikt en twee relieken van de doornenkroon.

#### Rivaliteit met het Sint-Servaaskapittel
|                                                                                          |  |  |
| Het patriarchaalkruis (voor- en achterkant) in de schatkamer van de Sint-Servaasbasiliek |  |  |

De aanwezigheid van het reliekenkruis in de kerkschat van de Onze-Lieve-Vrouwekerk was mede oorzaak van de rivaliteit tussen de twee Maastrichtse kapittels, waarvan al in de veertiende eeuw sprake is. Met het kruis (en de zogenaamde gordel van Maria) hadden de Mariani een middel in huis om te concurreren met de Servatiani, die met hun reliekenschat en het graf van Sint-Servaas grote aantallen pelgrims wisten te trekken. Vooral tijdens de zevenjaarlijkse heiligdomsvaart trachtten de Mariani een deel van de tienduizenden bedevaartgangers naar hun eigen kerk te lokken. Vanaf de vijftiende eeuw stelde het kapittel van Sint-Servaas alles in het werk –  en met succes – om te verhinderen dat de Mariani hun relieken in het openbaar konden tonen. Hierdoor was men gedwongen de reliekentoningen binnen de eigen kerk te laten plaatsvinden, waarbij veel minder pelgrims aanwezig konden zijn.
Omstreeks 1500 bereikte de verhouding tussen de kapittels een nieuw dieptepunt. In 1512 beklaagde kanunnik Coelmont van het Onze-Lieve-Vrouwekapittel zich over een dubbelkruis, dat het kapittel van Sint-Servaas enige decennia eerder had laten vervaardigen door de zilversmid Meester Ulricus. Coelmont schreef niet zonder jaloezie over deze nieuwe aanwinst van het rivaliserende kapittel; een reliekenkruis dat volgens hem een regelrechte kopie was van het patriarchaalkruis van de Onze-Lieve-Vrouwe. Ook het 'kruisje van Constantijn' werd door de Servatianen gekopieerd en werd vanaf begin zeventiende eeuw in de kerkschat van de Sint-Servaas gesignaleerd. Dit was uiteraard verwarrend voor de pelgrims die naar Maastricht kwamen en te horen kregen dat er twee patriarchaalkruisen en twee borstkruisen van Constantijn in verschillende kerken bewaard werden. Uiteindelijk was dit nadeliger voor het kleinere en minder invloedrijke Onze-Lieve-Vrouwekapittel. In deze context moet dan ook het ontstaan van het verhaal over de schenking van het patriarchaalkruis door keizer Philippus geplaatst worden.
In 1622 kwam de rivaliteit tussen beide kapittels (opnieuw) tot uitbarsting toen het Sint-Servaaskapittel eiste dat het Onze-Lieve-Vrouwekapittel haar reliekenkruis niet langer toonde. Directe aanleiding was een tekstplaatje bij een beeld van Sint-Lambertus in de Onze-Lieve-Vrouwekerk, waarop te lezen stond dat de bisschop in deze kerk zijn zetel had. Aangezien het Sint-Servaaskapittel van mening was dat hun kerk de kathedraal van het bisdom Maastricht was geweest, tekende het bezwaar aan bij de Raad van Brabant. Het Onze-Lieve-Vrouwekapittel moest inbinden en de tekst verwijderen. Over toningen van het reliekenkruis in deze periode is niets bekend. Zes jaar later, in 1628, waren de gemoederen enigszins bedaard en werden beide patriarchaalkruisen meegedragen in de Sint-Laurentiusprocessie. Pas na 1660 lijken de geschillen tussen de kapittels definitief bijgelegd.

#### Opheffing van het kapittel

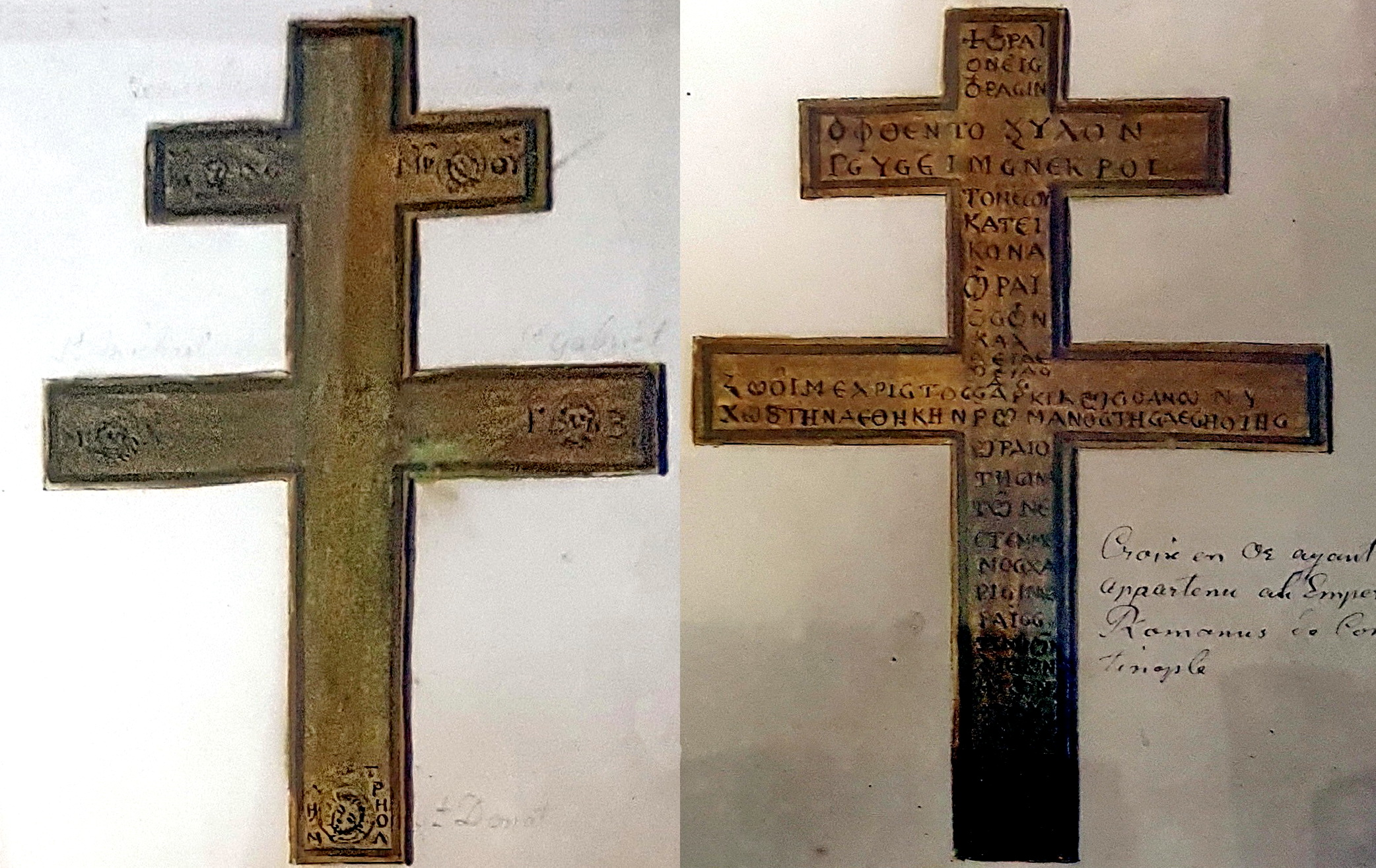
Tekeningen Ph. van Gulpen, ca. 1850

Maastricht werd enkele maanden na de inname van de stad door generaal Kléber ingelijfd bij de Eerste Franse Republiek. De opheffing van het kapittel in 1797 werd voorafgegaan door een periode van zware oorlogsbelastingen, waardoor het kapittel zich genoodzaakt zag een groot deel van de goud- en zilverschat om te laten smelten. Het merendeel van de relieken (ontdaan van hun kostbare behuizing), werd door de kanunniken in veiligheid gebracht. Ook slaagde men erin enkele topstukken, waaronder het patriarchaalkruis en het 'kruisje van Constantijn', achter te houden. Deze werden waarschijnlijk, verpakt in een ijzeren kist, in bewaring gegeven aan kanunnik Albertus Thomassen, een voormalig antoniet, die na de opheffing van het Maastrichtse Antonietenklooster in 1784 was opgenomen in het Onze-Lieve-Vrouwekapittel. Thomassen ontvluchtte in 1797 de stad en overleed eind 1800 te Bree, nadat hij de ijzeren kist met inhoud had toevertrouwd aan ene N. Fransen, mogelijk een neef.
In 1806 stelden de nog in leven zijnde ex-kanunniken een onderzoek in naar de kerkschat. Van deze inventarisatie is een verslag bewaard gebleven van oud-kanunnik Guillielmus van Gulpen. Van Gulpen schreef dat de grote reliekenkist van Thomassen was opengebroken en dat het patriarchaalkruis en het kruisje van Constantijn ontbraken. Wel aanwezig waren het leren foedraal waarin het kruis bewaard werd en het verguld zilveren voetstuk van het kruis, voorzien van zilveren beeldjes van Constantijn de Grote en zijn moeder Helena van Constantinopel. In 1817, toen duidelijk was dat het kapittel niet meer zou worden heropgericht, werden de overgebleven kerkschatten overgedragen aan de Sint-Nicolaasparochie. De oud-kanunniken deden toen nog (tevergeefs) een oproep aan degenen die de twee ontbrekende stukken bezaten, om die terug te geven.

#### Schenking aan de paus
| |  |  |
| Voor- en achterkant van het Byzantijns Maria-enkolpion (ca. 1050-1100) en pauselijke kruisreliekhouder (ca. 1860) in de schatkamer van de Onze-Lieve-Vrouwebasiliek |  |  |

In 1838 werd de Sint-Nicolaaskerk wegens bouwvalligheid afgebroken. Een jaar eerder verhuisde de parochie naar de oude kapittelkerk van Onze-Lieve-Vrouwe, die daarmee haar religieuze functie terugkreeg. De overgebleven kerkschatten verhuisden mee naar de nieuwe parochiekerk. In datzelfde jaar 1837 doken de verdwenen kruisrelieken weer op. Ze bleken in bezit te zijn van oud-kanunnik Michaël Lysen(s). Hoe Lysens in bezit was gekomen van de reliekhouders is niet bekend. Lysens overhandigde ze in 1837, zonder medeweten van de andere, nog in leven zijnde oud-kanunniken, aan de pauselijk graaf Paul van der Vrecken, die ze kort daarna overdroeg aan paus Gregorius XVI. Uit de officiële schenkingsakte blijkt dat met de twee reliekhouders ook een oud reliekenboek werd geschonken, dat echter spoorloos is.
De volgens sommigen 'illegale' schenking heeft in Maastricht de gemoederen lang bezig gehouden. In 1861 werd door de kerkmeesters van de Onze-Lieve-Vrouwekerk een verzoek gericht aan paus Pius IX om de reliekhouders en het reliekenboek terug te geven. Op dit verzoek werd niet ingegaan; wel werd ter compensatie van het verlies een jaar later vanuit Rome een moderne reliekhouder met daarin een kleine kruisrelikwie gezonden. Het is tekenend dat de Akense kanunnik en kunsthistoricus Franz Bock en de Maastrichtse kapelaan en schatbewaarder Michaël Willemsen zich niet uitspraken in deze precaire zaak in hun uitgebreide catalogus van de Maastrichtse kerkschatten in 1872/1873. Anderen deden dat wel, hoewel besmuikt en zonder het pauselijk gezag te ondermijnen, zoals de amateur-historicus Alexander Schaepkens (1846, 1853, 1860) en de archivaris-historicus August Flament (1886). In 1939 promoveerde de enigszins omstreden historicus Charles Thewissen op een studie over de twee Byzantijnse reliekhouders. Meer recente publicaties over het dubbelkruis zijn van de hand van de kunsthistorici Lex Bosman (1985, 1987, 1989, 1990 en 2012), Jos Koldeweij (1985, 1992, 1992) en Mieke de Kreek (1990, 1994). Laatstgenoemde publicatie van De Kreek, haar dissertatie over de kerkschat van de Onze-Lieve-Vrouwebasiliek, voorziet in gedetailleerde achtergronden en beschrijvingen, niet alleen van het patriarchaalkruis maar ook van de twee andere Byzantijnse kunstschatten: het eveneens uit Maastricht verdwenen kruisje van Constantijn en het nog in de schatkamer aanwezige Maria-enkolpion.

### Het patriarchaalkruis in Rome
In juli 1837 reisde pauselijk graaf Paul Mathias van der Vrecken naar Rome om daar, mede namens ex-kanunnik Lysens, het Maastrichtse patriarchaalkruis en het borstkruis van Constantijn aan paus Gregorius XVI aan te bieden. De paus gaf beide kruisreliekhouders in 1838 aan de Sint-Pietersbasiliek, waar ze aanvankelijk werden bewaard in de zogenaamde Veronica-loggia, een ruimte in een van de vier kolossale pijlers die de koepel dragen van de basiliek. Tijdens de Goede Week werd het patriarchaalkruis getoond aan bezoekers van de kerk. Dit gebruik verdween na de dood van Gregorius XVI in 1846, waarschijnlijk vanwege de onhandelbaarheid van het kruis, dat inmiddels was voorzien van een zware voet en een glazen stolp, een ontwerp van de Italiaan Filippo Borgognoni.
In 1939 keerden de twee Byzantijnse reliekhouders uit de Vaticaanse schatkamer kortstondig terug naar Nederland, waar ze deel uitmaakten van een tentoonstelling in de dom van Utrecht ter gelegenheid van de twaalfhonderdste sterfdag van Willibrord. In 1985-1986 was alleen het patriarchaalkruis te zien in de tentoonstelling Schatkamers uit het Zuiden in het Rijksmuseum Het Catharijneconvent, eveneens in Utrecht. Ter gelegenheid van de Heiligdomsvaart van 2004 werd het patriarchaalkruis – na bemiddeling van bisschop Wiertz van Roermond – uitgeleend aan de Onze-Lieve-Vrouwebasiliek in Maastricht.
Terwijl de promovenda Mieke de Kreek in 1994 het reliekenkruis in Rome moest zien te bestuderen zonder dat de glazen stolp verwijderd mocht worden, is tijdens de restauratie van 2011(?) het kruis geheel uit elkaar gehaald. Het kunstvoorwerp werd daarbij uitgebreid gefotografeerd en gedocumenteerd. In 2012 verscheen als resultaat hiervan – in het Italiaans – het boek La Stauroteca Maggiore Vaticana.

## Beschrijving
Het Vaticaans patriarchaalkruis heeft de vorm van een patriarchaal kruis: een Latijns kruis met twee dwarsbalken, waarvan de bovenste korter is dan de onderste. Het kruis is, zonder voetstuk, 38,3 cm hoog. De dikte bedraagt 1,5 cm. De kruisarmen zijn 17,6 respectievelijk 24,4 cm lang. De 'stam' van het kruis heeft een breedte van 5,3 cm. Het kruis bestaat uit een houten kern die vrijwel geheel bedekt is met goudplaat. Alleen aan de voorkant is een gedeelte opengelaten, waarin vijf partikels van het Heilig Kruishout zijn geplaatst. Deze vijf fragmenten hebben, achter elkaar gelegd, een lengte van 70 cm. Ze worden op hun plaats gehouden door gouden klemmetjes. De stukjes hout zijn bedekt met een bruin verkleurde substantie, waarschijnlijk balsem (zie hierboven).
De beplating van de reliekhouder bestaat uit circa twintig losse stukken goudplaat met een totaalgewicht van 756 gram. De voorkant is om bovengenoemde reden slechts deels bedekt met goudplaat, waarin bloem- en bladornamenten zijn gegraveerd. De zes uiteinden van het kruis worden omhuld door doosvormige hulzen of 'manchetten', eveneens van goudplaat. Deze waren oorspronkelijk versierd met edelstenen, maar daarvan is er nog maar één aanwezig (op de lange rechter kruisarm). Waar de edelstenen ontbreken, zijn op een later moment vervangende decoraties aangebracht: zilveren imitatie-edelstenen op de lange dwarsbalken, twee rozetvormige broches op de korte dwarsbalken en een gouden kruisje met een centrale edelsteen en vier parels aan de bovenkant van het kruis. De broches in Frans-Bourgondische stijl dateren uit de vroege vijftiende eeuw, maar moeten na 1605 aan het kruis zijn toegevoegd. De steen op de manchet aan de onderkant van het kruis, een achthoekig geslepen bergkristal, is vermoedelijk eveneens later toegevoegd.
Aan de achterzijde is het kruis geheel bedekt met goudplaat, met een brede rand die net zoals aan de voorkant een druk patroon van ingegraveerde plantmotieven toont. De bewerkte rand omgeeft een gladder gedeelte, dat min of meer de vorm heeft van de uitsparing voor de kruisrelikwieën aan de voorkant. Op dit deel is in 39 regels een Griekse tekst aangebracht. De tekst verwijst op allegorische wijze naar 'het hout' als bron van alle kwaad (de boom van kennis van goed en kwaad, waarvan Adam en Eva in het paradijs aten, waardoor ze hun onbedorven staat verloren), maar ook als bron van leven (doordat Christus aan het kruishout stierf voor de zonden van de mensheid) en als middel om demonen en barbaren te verslaan. Op het uiteinde van de kruisarmen, maar wel nog in het tekstgedeelte, zijn vier medaillons aangebracht. Een vijfde medaillon is aan de voet van het kruis op de bewerkte rand aangebracht. Op de medaillons zijn Jezus (linksboven), Maria (rechtsboven), de aartsengelen Michaël en Gabriël (op de korte kruisarmen), en de heilige Demetrius (onderaan) afgebeeld.
In 1837 is het reliekenkruis voorzien van een nieuw voetstuk in neobarokke stijl. Twee engelen op het voetstuk houden het kruis vast, waarbij de rechter engel knielt. Op het voetstuk is een opschrift aangebracht, waarin de bewogen geschiedenis van het object onvermeld blijft. Op het voetstuk is een verzegelde glazen stolp geplaatst, die het kruis geheel afdekt. De bovenkant van de stolp is bedekt met een mat-gouden laag – wolken voorstellend – en twee putti.

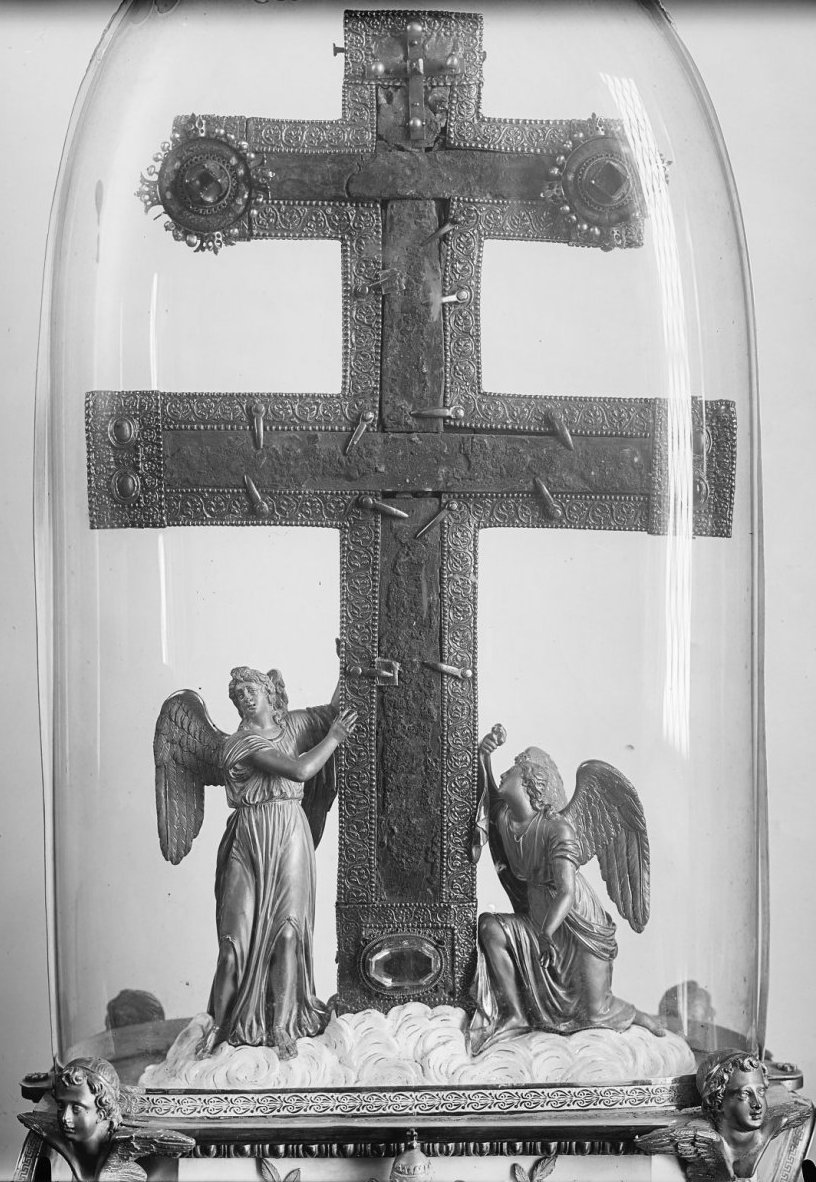
Voorzijde
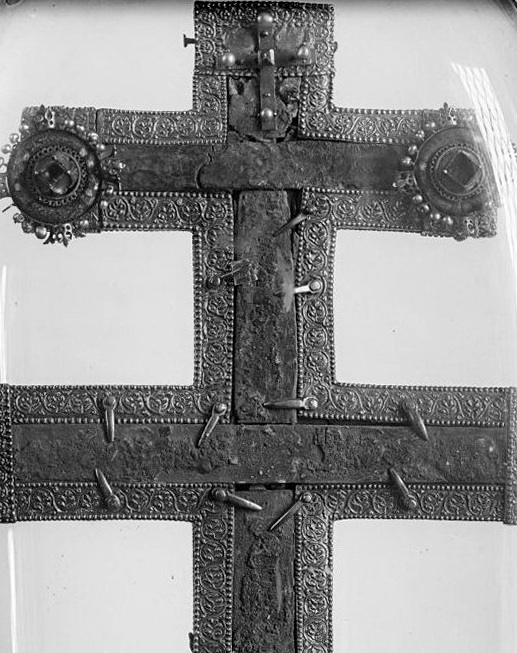
Detail voorkant
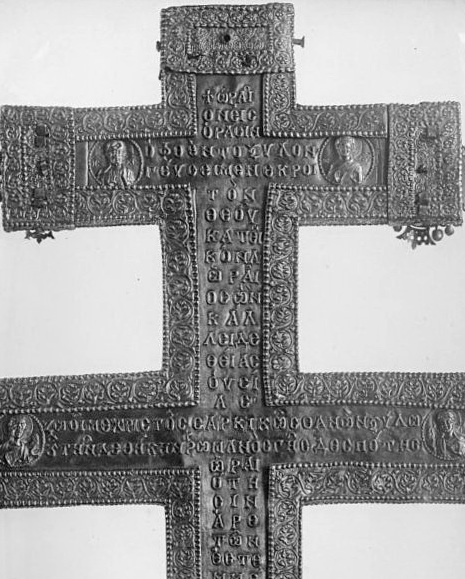
Detail achterkant
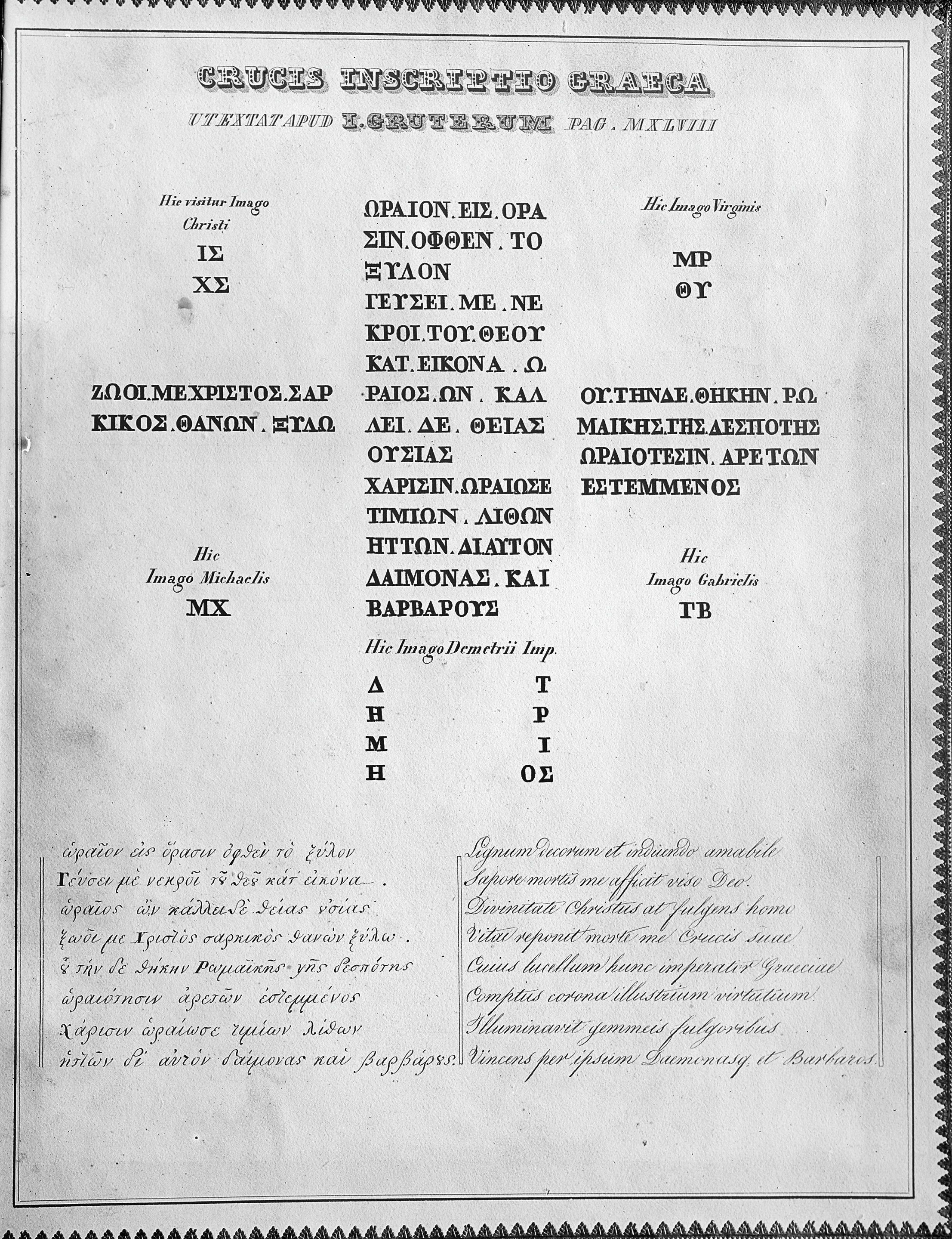
Schematische weergave tekst